# Guarinos
Guarinos é um município brasileiro do estado de Goiás. Sua população estimada em 2004 era de 2.399 habitantes.

## História
Guarinos tem sua história inteiramente ligada à devoção popular à Nossa Senhora da Penha e ao ciclo aurífero. Segundo relatos o município surgiu por volta da metade do século XVIII, a região foi descoberta pelos bandeirantes, onde foi encontrado grande abundância de ouro (hoje Guarinos tem o quinto maior cinturão de ouro do planeta "greenstone belt"). A cidade foi fundada em 1729, de início o povoado chamava Gorino, devido ao morador do povoado "João Gorino". No início o povoado contava com aproximadamente 3500 escravos (devido ao ciclo aurífero), com o fim deste, na segunda metade do século XIX, Guarinos se reduziu a apenas uma família com 29 pessoas. Após o ciclo de ouro, acontece o achado da imagem de Nossa Senhora da Penha na Serra da Lapinha, sendo assim, a partir desse achado, e da grande devoção dos fiéis nessa santa, começou a ser realizado a Romaria em devoção a santa. Sendo que essa festa persiste a mais de 150 anos e é realizada todos os anos na primeira semana de julho. Na década de 1980, Guarinos (que ainda era província de Pilar de Goiás), teve sua maior prosperidade devido à exploração de ouro. Devido a não legalização e a falta de controle ambiental pela ejeção de mercúrio na água, este foi impedido de funcionar em 1988. Guarinos foi emancipado em 1989, tornando assim independente de Pilar de Goiás. Hoje a principal atividade econômica do município são as atividades agrícolas.

## Romaria

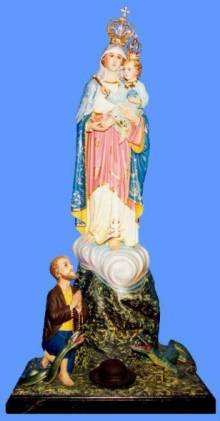
Nossa Senhora da Penha, santa padroeira do município.

A história da festa em homenagem à santa padroeira da cidade surgiu acerca de 150 anos, ao final do século XIX. Várias versões existem que dão conta do achado da imagem de Nossa Senhora da Penha na lapa em cima da serra. Dentre elas, segundo nossa  pesquisa, a que mais tem um contexto histórico mais evidente, é que a imagem foi encontrada por escravos quilombolas que viveram no alto da serra, fugindo dos horrores e perseguições de seus feitores, pois ali é um local de difícil acesso, ainda hoje. 
Por isso, é que as evidências nos mostram que a história da festa em homenagem à santa teve início com o achado, por um escravo de nome Gorino, de uma imagem de Nossa Senhora, “tendo encontrado uma santa, uma imagem da santa na lapinha, igual muitos conhece”. Momento em que a esta imagem se torna um signo de devoção popular para muitos que viviam no local, se espalhando para outras regiões e municípios distantes, cerca de 180 km. 
Em documentos da Secretaria de Educação do Município de Guarinos encontramos a seguinte análise dessa história. Afirma que “logo surge a romaria em homenagem a Nossa senhora da Penha, após o achado de sua imagem na Serra de Santo Antonio, cujos festejos, em tradição tornou-se a alegria de seus devotos, que após a romaria sempre havia famílias que se dispunham a continuar morando ali”. 
Essa festa acontece todos os anos a partir do último sábado do mês de junho indo até o primeiro domingo de julho, com doze dias de festa, regadas com barracas, bailes, procissões e um aumento populacional, marcando a vida social, econômica, cultural e religiosa desta cidade.

## Geografia
Localiza-se a uma latitude 14º43'55" sul e a uma longitude 49º42'07" oeste, estando a uma altitude de 770 metros. Sua população estimada em 2004 era de 2500 habitantes. Possui uma área de 595,865 km².
Estando localizada ao próximo a Serra da Figura, decerto é privilegiada no potencial turístico, possuindo clima agradável, e a presença de dezenas de cachoeiras em suas proximidades, agradando os ecoturistas e amantes da natureza. A cidade é cortada de ponto a ponto pelo Rio Cabaçal.

## Hidrografia
- Rio Múquem
- Rio Cabaçal
- Rio Caiamar
- Rio Crixás

### Divisões
Guarinos se divide com as seguintes cidades:
- Pilar de Goiás
- Crixás
- Itapaci
- Santa Terezinha

O município sedia ainda os seguintes distritos:
- Mandinópolis
- Tucambira
- Santo Antônio
- Lameiro

## Pontos turísticos
Devido sua localização, entre as Serras da Figura e a do Pilar, Guarinos dispõe de vários pontos turísticos (cachoeiras, cavernas, trilhas, entre outros). As montanhas que contornam a cidade proporcionam contato direto com a natureza, popularizando as cachoeiras do local. Dentre elas está a "Cachoeira Nossa Senhora da Penha" que tem 54 metros de altura e se localiza a 1,5 quilômetro de distância da cidade. Devido à sua altura, é muito usada para a prática de rapel. 
Dentre os pontos turísticos, destaca-se também o Rio Múquem, situado a 400 metros de distância da cidade.

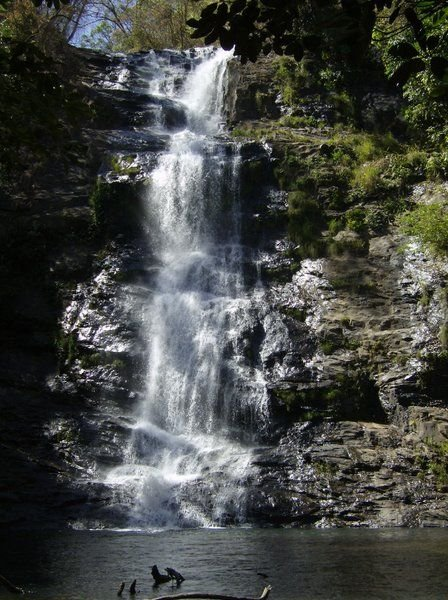
Cachoeira Nossa Senhora da Penha, contém 54 m de altura.
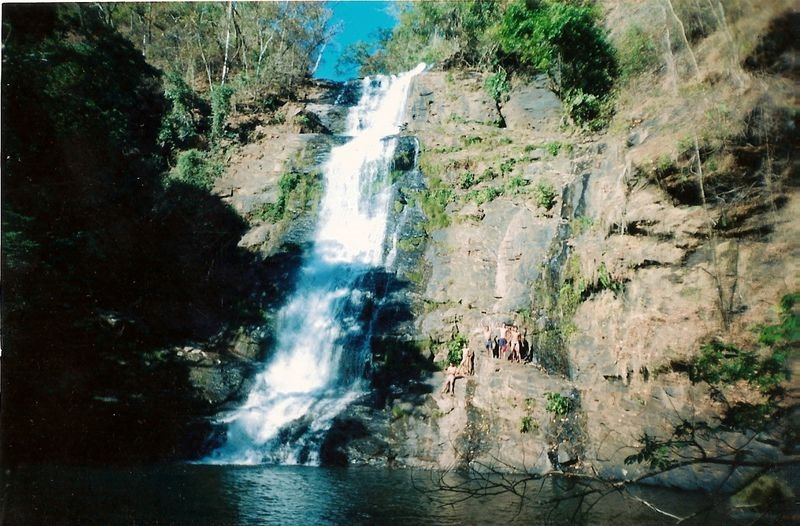
Cachoeira Nossa Senhora da Penha
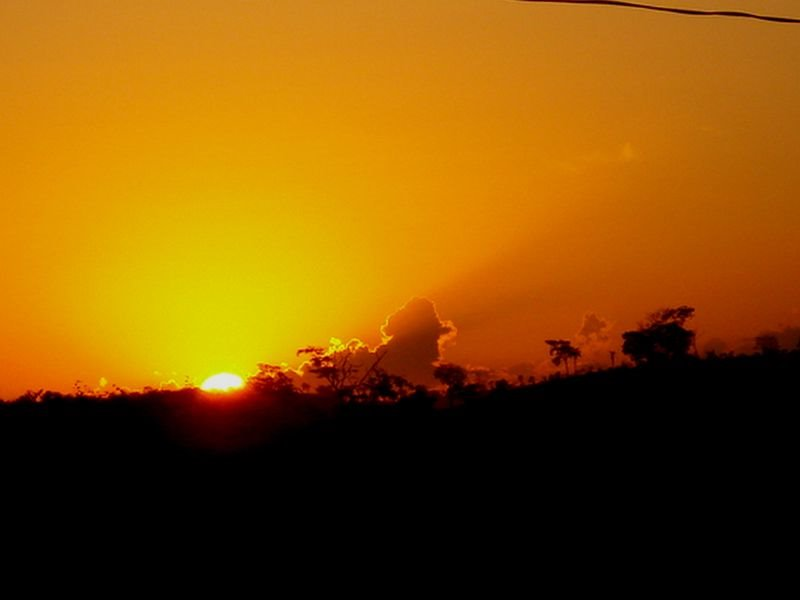
Pôr do sol em Guarinos
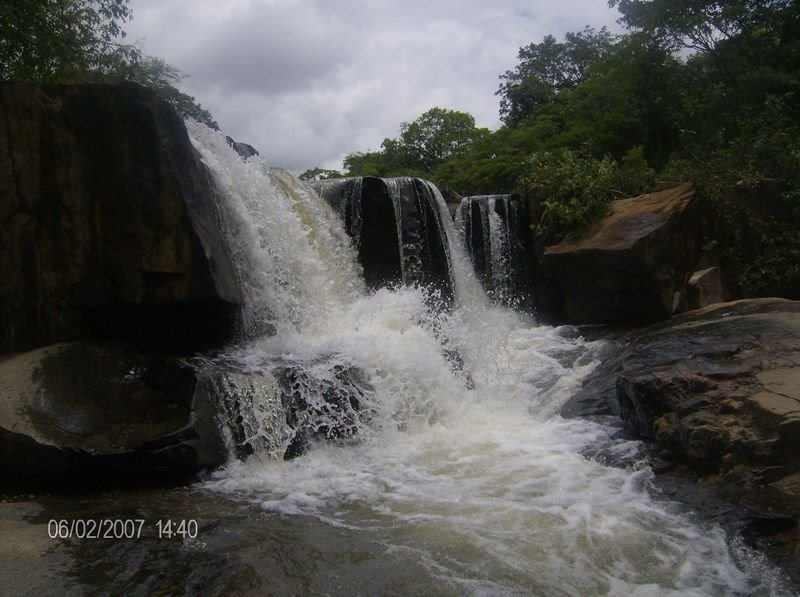
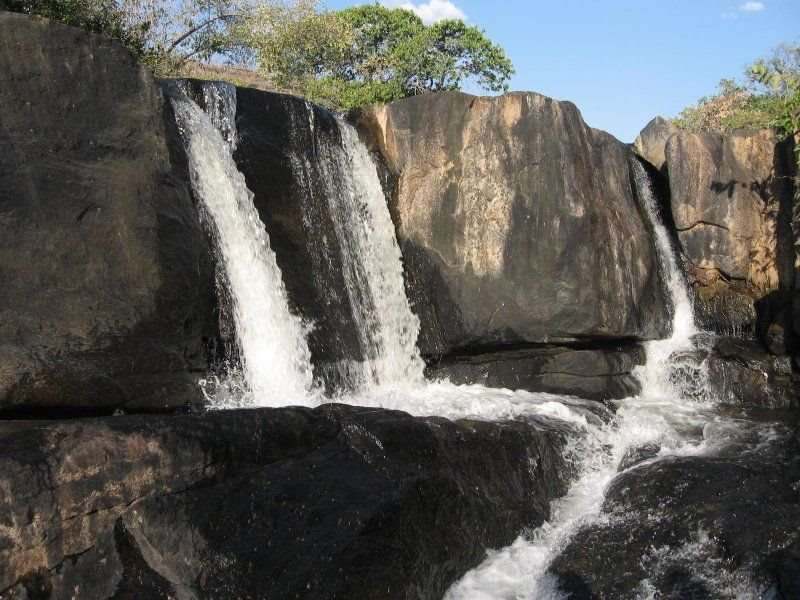
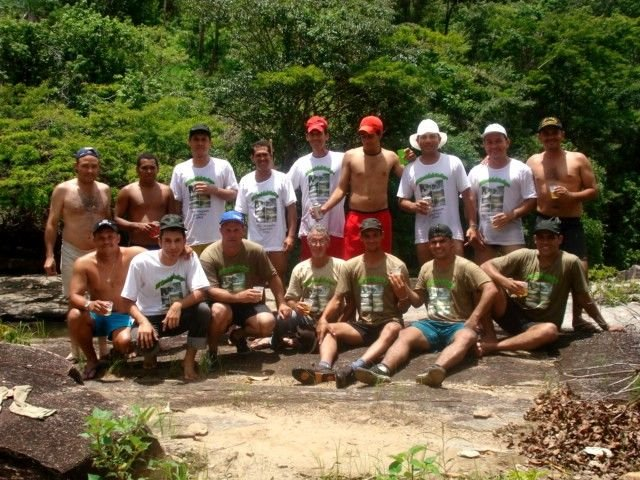
Caminhada Ecológica, realizada todos os anos no mês de janeiro
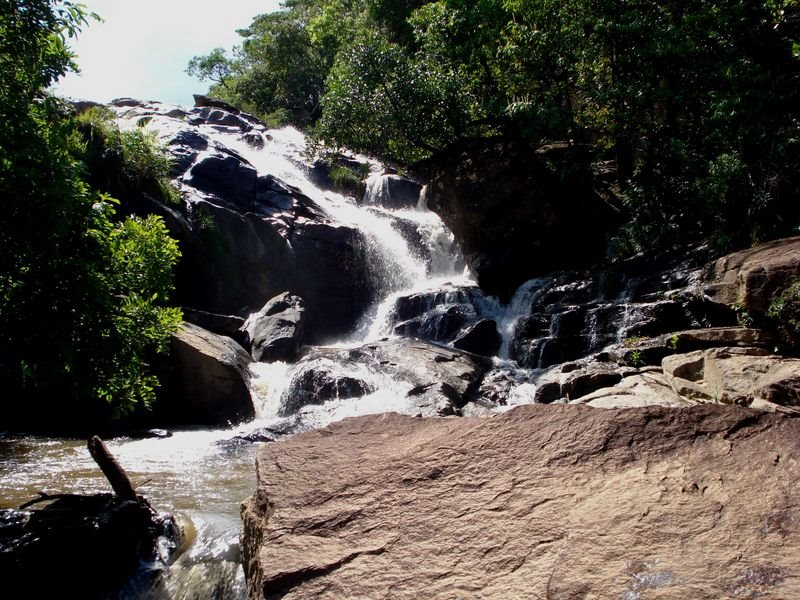
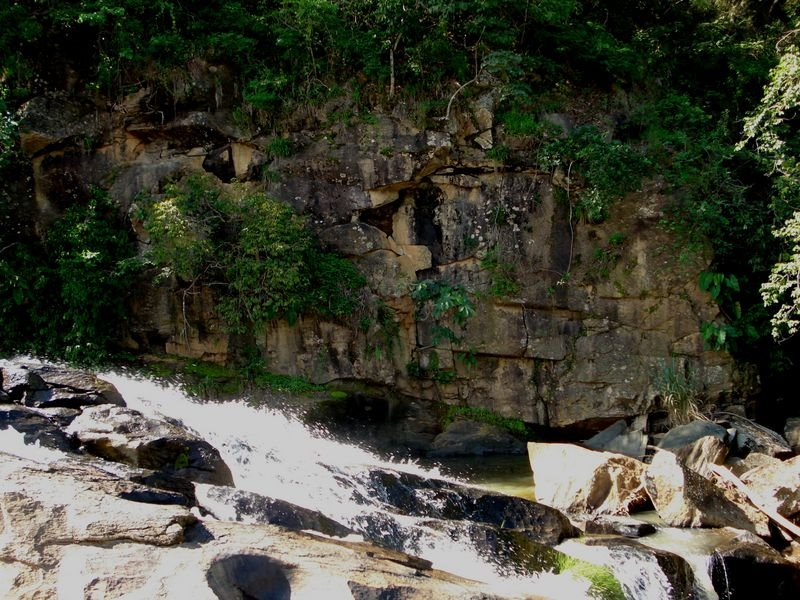
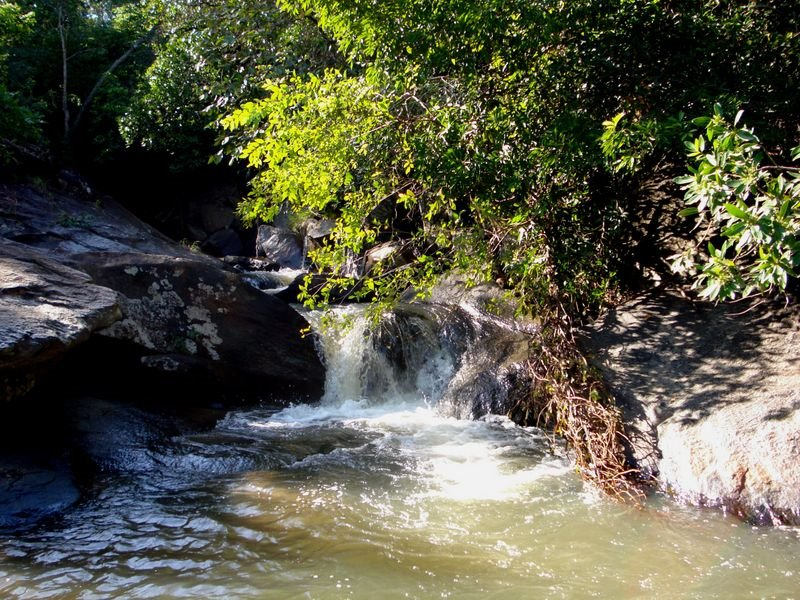
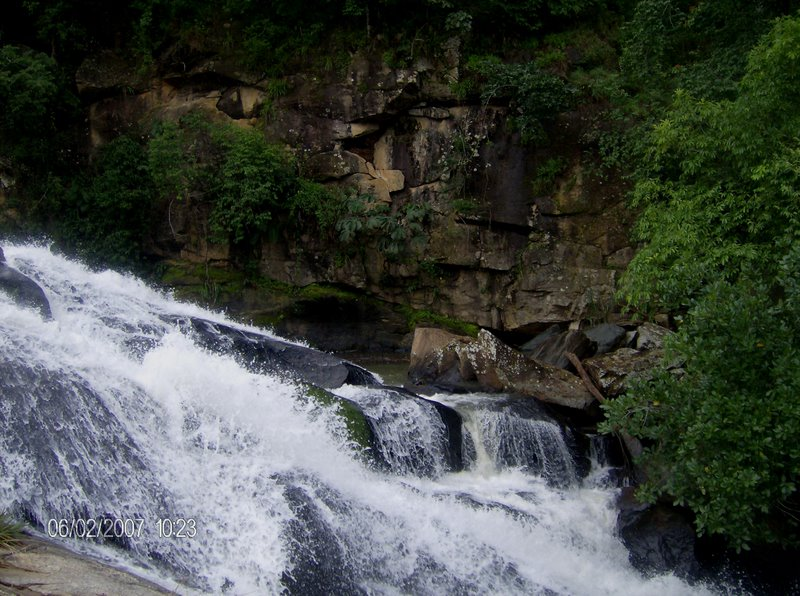